# Kettlebridge
Kettlebridge è un piccolo villaggio del Fife, Scozia, Regno Unito, situato nelle vicinanze di Glenrothes e di Cupar.
Kettlebridge ha conosciuto un certo sviluppo nel XIX secolo beneficiando dell'industria mineraria relativa al carbone fossile e delle attività correlate.
Attualmente buona parte della sua popolazione svolge la propria attività lavorativa presso i maggiori centri vicini.